# At-Tur (Jerozolima)
At-Tur (arab. الطور; hebr. א-טור) – osiedle mieszkaniowe w Jerozolimie w Izraelu, znajdujące się na terenie Wschodniej Jerozolimy.

## Położenie
Osiedle jest położone na Górze Oliwnej we wschodniej części miasta. Na północy znajduje się Góra Skopus, na zachodzie jest dolina Cedron i Stare Miasto Jerozolimy, na południu osiedle Ras al-Amud, a na zachodzie jest miasto Al-Ajzarijja i wioska Az-Za'ajjim.

## Historia
Wioska była wspominana już w 1596. W owym czasie mieszkało w niej 48 rodzin muzułmańskich, które utrzymywały się z upraw pszenicy, jęczmienia, winorośli, drzew owocowych, oraz hodowli kóz i miodu.
Na samym początku I wojny izraelsko-arabskiej w dniu 17 maja 1948 wioskę zajęły siły jordańskiego Legionu Arabskiego. W pobliżu wioski toczyły się walki bitwy o Jerozolimę. Po wojnie wioska pozostała na terytorium okupowanym przez Transjordanię.
Po wojnie sześciodniowej w 1967 wioska znalazła się pod kontrolą izraelską i została włączona jako osiedle w obręb miasta Jerozolima.